# Tír na nÓg (banda)
Tír na nÓg son un dúo irlandés de música folk. La banda se formó en Dublín, Irlanda, en 1969 con Leo O'Kelly y Sonny Condell. Se les considera a menudo como una de las primeras bandas de folk progresivo, junto a otros artistas como Nick Drake o grupos como Pentangle. Su música principalmente consta de composiciones propias, basadas en fuertes raíces celtas y que generalmente presentan patrones intrincados de guitarra acústica y estrechas armonías vocales. En sus años tempranos, iban de gira por los clubs de folk del Reino Unido o internacionalmente como teloneros de varias bandas de rock. Hoy, siguen actuando con regularidad, sobre todo en Irlanda.
Entre 1971 y 1973, Tír na nÓg publicó tres álbumes de estudio que fueron aclamados por los críticos pero no tuvieron un gran éxito comercial. No aparecieron discos en vivo del grupo hasta 2000, con la publicación de Hibernian. Al año siguiente se publicó también una recopilación de sus actuaciones en vivo en el programa de radio de John Peel en 1972 y 1973.

## Historia

### Formación de la banda
Sonny Condell nació en Newtownmountkennedy, un lugar en las colinas de Wicklow. Su primera influencia musical fue la música clásica. Antes de formar Tír na nÓg, tocó con su primo John Roberts con el nombre Tramcarr 88. Grabaron un disco sencillo antes de disolver la banda.
Leo O'Kelly proviene de Carlow. Sus influencias musicales incluyen a artistas de rock como Jimi Hendrix, Velvet Underground y The Doors. Antes de formar Tír na nÓg tocó en varias bandas, comenzando por The Word, un grupo local de música beat de Carlow. Más tarde tocó en The Tropical Showband y con Emmet Spiceland, con quien salió de gira.
O'Kelly y Condell se conocieron en Dublín en 1969 y descubrieron que compartían la ambición de interpretar sus propias canciones. Empezaron a tocar juntos, tomando el nombre Tír na nÓg de la mitología celta, y escribiendo una canción del mismo nombre, que narra la leyenda de Tír na nÓg. Viajaron a Londres y empezaron a actuar en los clubs de folk, y pronto consiguieron un contrato con Chrysalis Records.

### 1971–1974: actuaciones y grabaciones
Tír na nÓg grabaron tres álbumes de estudio entre 1971 y 1973. El primer se llamó Tír na nÓg y lo produjo Bill Leader. Logró el premio de la revista Melody Maker al álbum del mes en mayo de 1971. Consta esencialmente de canciones propias, profundamente arraigadas en la tradición celta, pero influidas también por la música oriental. Condell y O'Kelly tocaron la guitarra acústica y ocasionalmente también bongos y otros instrumentos de percusión. Sus patrones de guitarra intrincados y complejos hicieron que se les comparara con bandas como The Incredible String Band y Pentangle. Aun así, tenían un estilo propio. A menudo,  utilizaban afinaciones abiertas diferentes para sus guitarras.
Su segundo álbum, A Tear and a Smile, apareció en 1972 y fue producido por Tony Cox. Presentaba material similar al del primer álbum. Sin embargo, con su tercer álbum Strong in the Sun (que vio la luz en 1973), producido por el organista de Procol Harum Matthew Fisher, que también tocó el teclado en el álbum,  introdujeron más instrumentos eléctricos y batería. En las notas que acompañan la reedición en CD de 2004 de este álbum y el anterior en el sello BGO, Alan Robinson escribe lo siguiente: «Ciertamente, de los tres discos originales de Tír na nÓg, Strong in the Sun es con mucho el más convencional, el más mainstream, aunque eso no significa que Fisher haya limado todas las encantadoras aristas de la banda. Fisher dio una forma un poco más claramente definida y una mayor profundidad a su sonido, enmarcando con pulcritud los estilos vocales, llamativamente distintos, del dúo." Robinson también indicó que este álbum de alto nivel no "le dio la vuelta a las ventas del dúo" y que se abría con "la mayor de las rarezas", una versión de Nick Drake, "Free Ride".
Además de en el circuito folk, Tír na nÓg también salieron de gira por el mundo, como teloneros de varias bandas de rock, como Jethro Tull, Procol Harum, The Who y Emerson, Lake & Palmer. En julio de 1974, la revista de música británica NME informó que la banda iba a dar su último concierto en Dublín el 27 de julio de ese año.
El presentador radiofónico John Peel promovió su música y ellos actuaron en varias ocasiones en vivo en la BBC.

### Años posteriores
Tras la ruptura de Tír na nÓg en 1974, ambos regresaron a Irlanda para proseguir sendas carreras solistas. Condell grabó un álbum en solitario, Camouflage, en 1977 y fundó a continuación la banda Scullion junto a Philip King, Greg Boland y Jimmy O'Brien Moran. O'Kelly emprendió una carrera como productor y también ha publicado varios álbumes como solista.
Tír na nÓg volvió a la carga en 1985, publicando el sencillo "Love is Like a Violin", y ha actuado esporádicamente desde entonces. Han publicado varios álbumes más, con grabaciones antiguas y recientes. En 1999, apareció In the Morning, un álbum con quince maquetas inéditas grabadas en abril de 1970 grabado en Dublín, Irlanda, en el sello Kissing Spell. Hibernian, publicado en 2000, recoge un concierto de septiembre de 1995 en Birmingham, Reino Unido, y Spotlight (2001) contiene actuaciones del dúo en la BBC en el programa de John Peel en 1972 y 1973. En 2010, lanzaron un álbum en directo nuevo, Live at Sirius, grabado en el Centro de arte Sirius en Cobh, Co. Cork los días 21 y 22 de agosto de 2009.
En 2014, publicaron un EP en vinilo en el sello Fruits De Mer. Además de tres composiciones originales, incluye una versión de The Silver Apples, la canción 'I Have Known Love'. 
El 24 de mayo de 2015, Tír na nÓg publicó su primer álbum de estudio desde 1973, The Dark Dance.

## Discografía
- Tír na nÓg (1971)
- A Tear and a Smile (1972)
- Strong in the Sun (1973)
- In the Morning (1999)
- Hibernian (2000)
- Spotlight (2001)
- Live at Sirius (2010)
- I Have Known Love (2014)
- The Dark Dance (2015)